# Phosphinige Säure
Phosphinige Säure ist die IUPAC-Bezeichnung für die in freier Form unbekannte Säure des dreiwertigen Phosphors mit der Summenformel H2P–OH und die einfachste der phosphinigen Säuren. Sie ist isosterisch äquivalent zum Hydroxylamin H2N–OH. Die Salze und Ester der Phosphinigen Säure sind Phosphinite. Es gibt organische phosphinige Säuren, z. B. die diphenylphosphinige Säure.
Phosphinige Säure sollten nicht mit der phosphonige Säure verwechselt werden.

## Gewinnung und Darstellung
Phosphinige Säure kann durch Oxidation von Monophosphan mit Ozon bei niedriger Temperatur erzeugt werden. Dabei entsteht ein Gemisch mit seinem noch weniger stabilen Tautomer Phosphinoxid H3PO.
Durch Einbindung in einen Rutheniumkomplex, kann die Verbindung stabilisiert werden.